# باغبانی بدون شخم
باغبانی بدون شخم یا باغبانی بدون شخم زدن، روشی بدون کشت است که توسط برخی از باغبانان ارگانیک استفاده می‌شود.
این تکنیک تشخیص می‌دهد که موجودات ریز و درشت زیستی، یک جامعه «شبکه غذایی» را در خاک تشکیل می‌دهند که برای چرخه سالم مواد مغذی و جلوگیری از موجودات مشکل‌ساز و بیماری‌ها ضروری است. گیاهان بخشی از انرژی کربنی تولید شده را به خاک منتقل می‌کنند و میکروب‌هایی که از این انرژی بهره‌مند می‌شوند، به نوبه خود مواد آلی موجود در خاک را به اجزای معدنی مورد نیاز گیاهان برای رشد تبدیل می‌کنند.

## تاریخچه
ریشه‌های باغبانی بدون حفاری مشخص نیست و ممکن است مبتنی بر تکنیک‌های کشاورزی پیش از صنعتی شدن یا قرن نوزدهم باشد. ماسانوبو فوکوئوکا کار تحقیقاتی پیشگامانه خود را در این حوزه در سال ۱۹۳۸ آغاز کرد و در دهه ۱۹۷۰ شروع به انتشار فلسفه فوکوئوکای خود در مورد «کشاورزی بدون انجام هیچ کاری» یا کشاورزی طبیعی کرد، که اکنون توسط برخی به عنوان ریشه اصلی جنبش پرماکالچر شناخته می‌شود.
دو پیشگام این روش در قرن بیستم شامل اف سی کینگ، باغبان ارشد در لِوِنز هال، جنوب وست مورلند، در ناحیه دریاچه انگلستان، که کتاب «آیا حفاری ضروری است؟» را در سال ۱۹۴۶ نوشت، و یک باغبان از میدلکلیف در بریتانیا، ای. گِست، که در سال ۱۹۴۸ کتاب «باغبانی بدون حفاری» را منتشر کرد، بودند. کار این باغبانان توسط انجمن باغبانان خوب در بریتانیا حمایت شد. باغبانی بدون شخم زدن همچنین توسط استر دینز استرالیایی در دهه ۱۹۷۰ ترویج شد، و باغبان آمریکایی روث استوت از تکنیک مالچ پاشی «دائمی» باغ در کتاب باغبانی بدون کار و روش‌های بدون شخم زدن در دهه‌های ۱۹۵۰ و ۱۹۶۰ حمایت کرد.

## هدف
از نظر تاریخی، دلایل شخم زدن خاک، حذف علف‌های هرز، نرم کردن و هوادهی خاک و ترکیب مواد آلی مانند کمپوست یا کود دامی با لایه‌های پایین‌تر خاک است. در مناطقی با خاک نازک و فرسایش زیاد، استدلال قوی علیه حفاری وجود دارد، که استدلال می‌کند در درازمدت می‌تواند برای شبکه غذایی در خاک سطحی شکننده مضر باشد.
اگرچه کندن زمین روشی مؤثر برای از بین بردن ریشه‌های علف‌های هرز چند ساله است، اما اغلب باعث می‌شود بذرهایی که می‌توانند برای چندین دهه در حالت خفته باقی بمانند، به سطح زمین بیایند و جوانه بزنند. عمل هوادهی خاک همچنین سرعت تجزیه را افزایش داده و مواد آلی خاک را کاهش می‌دهد. حفاری همچنین می‌تواند به ساختار خاک آسیب برساند، باعث تراکم شود و تعادل تعاملات همزیستی و متقابل بین موجودات خاک را از بین ببرد. حفاری معمولاً مواد مغذی را جابجا می‌کند و مواد آلی سطحی را به اعماق بیشتری منتقل می‌کند، جایی که اکسیژن کمتری برای پشتیبانی از تجزیه مواد مغذی موجود در گیاه وجود دارد، که در این صورت باید به روش دیگری دوباره پر شوند. کندن زمین به‌طور سنتی در مناطقی با خاک‌های قدیمی، عمیق و غنی مانند اروپای غربی انجام می‌شود، که در آن‌ها کندن با استراحت دوره‌ای خاک، معمولاً با یک گیاه پوششی دست نخورده، دنبال می‌شود.

## روش‌ها

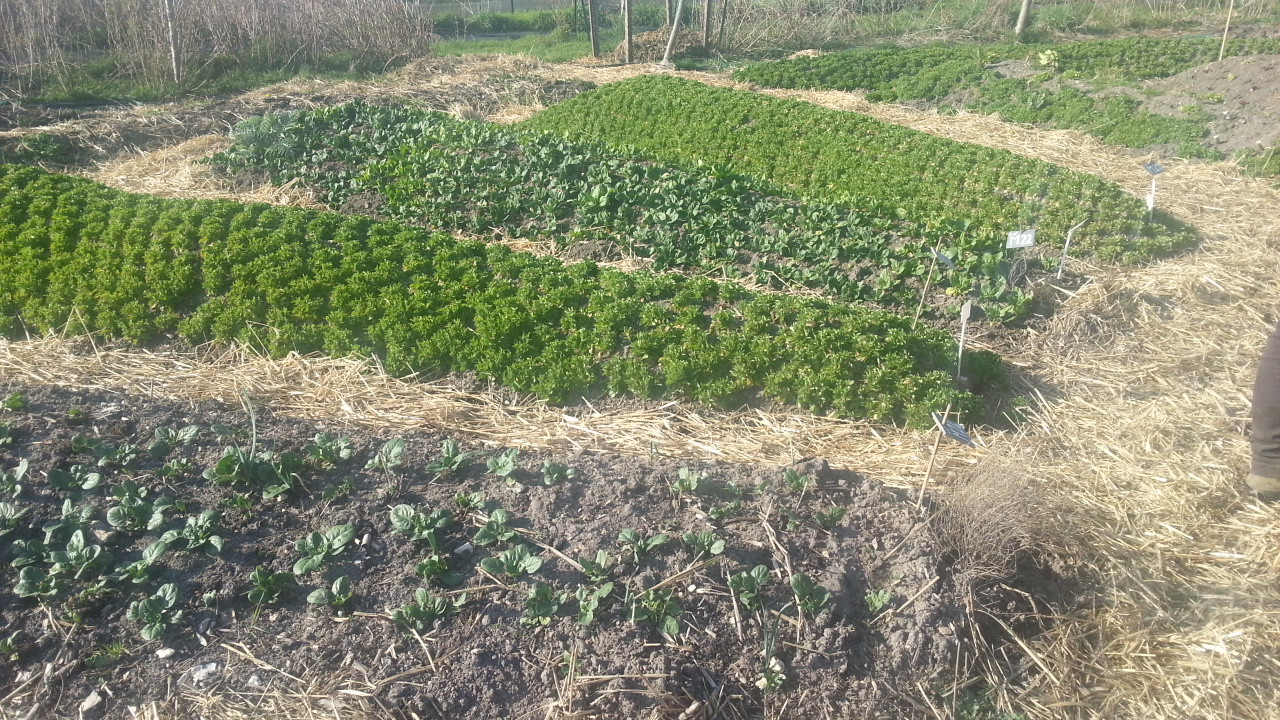

روش‌های بدون حفاری به طبیعت اجازه می‌دهند تا عملیات کشت را انجام دهد. مواد آلی مانند کود دامی پوسیده، کمپوست، کپک برگ، کمپوست قارچ مصرف شده، کاه کهنه و غیره، به عنوان مالچ حداقل ۵ تا ۱۵ روز مستقیماً به سطح خاک اضافه می‌شوند. سانتی‌متر (۲–۶ در) عمیق، که سپس توسط اقدامات کرم‌ها، حشرات و میکروب‌ها ترکیب می‌شود. کرم‌ها و دیگر موجودات خاک نیز به ساختن ساختار خاک کمک می‌کنند، تونل‌های آنها هوادهی و زهکشی را فراهم می‌کند و فضولات آنها خرده‌های خاک را به هم می‌چسباند. این زیست‌کره طبیعی، شرایط سالمی را در افق‌های بالایی خاک، جایی که ریشه‌های گیاهان یکساله رشد می‌کنند، حفظ می‌کند. متخصصانی مانند چارلز داودینگ می‌گویند سیستم‌های بدون حفاری از آفات و بیماری‌ها عاری‌تر هستند، احتمالاً به این دلیل که در این محیط دست‌نخورده، جمعیت متعادل‌تری از قارچ‌های خاک اجازه رشد پیدا می‌کنند و همچنین به دلیل افزایش قارچ‌های مفید به جای قارچ‌های مضر خاک. رطوبت همچنین در زیر مالچ نسبت به سطح زمین لخت، به‌طور مؤثرتری حفظ می‌شود و باعث نفوذ آهسته‌تر و آبشویی کمتر مواد مغذی می‌شود.
یکی دیگر از روش‌های بدون نیاز به کندن، مالچ‌پاشی ورقه‌ای است که در آن، سطح باغ با کاغذ یا مقوای خیس، کمپوست و روی آن با مالچ مخصوص فضای سبز پوشانده می‌شود. این تکنیک، باغبانی لازانیا نیز نامیده می‌شود.
سیستم بدون حفاری آسان‌تر از حفاری در نظر گرفته می‌شود. این یک فرایند طولانی مدت است و به داشتن مواد آلی فراوان برای تهیه مالچ وابسته است. همچنین حذف ریشه‌های علف‌های هرز چند ساله از منطقه از قبل مفید است، اگرچه می‌توان با استفاده از یک لایه سطحی ضد نور مانند ورق‌های بزرگ مقوا یا چندین ضخامت روزنامه پهن شده قبل از افزودن مالچ کمپوست، قدرت آنها را کاهش داد. روزنامه یا مقوا باید کاملاً خیس باشد تا به صاف قرار گرفتن آن کمک کند و تا زمانی که مواد رویی اضافه نشده، از باد جدا نشود.

## تمرین

### استرالیا
استر دینز کتاب‌های «باغبانی بدون شخم» و «برگ‌های زندگی» را نوشته است. او به‌طور فعال سفر می‌کرد تا این روش باغبانی را آموزش دهد، آشپزی کند و باغ‌های پرورشی را برای افراد دارای نیازهای ویژه ترویج دهد. او همچنین در مورد لزوم حفظ کیفیت عالی آب آموزش داد. دینز تا سن ۹۵ سالگی به باغبانی ادامه داد. در همین زمان، ناشران هارپر کالینز مراسم افتخاری ویژه‌ای برای او در دفاتر راید خود برگزار کردند، زیرا استر به نویسنده‌ای تبدیل شده بود که بیشترین تعداد آثارش در استرالیا منتشر شده است. با بزرگتر شدن دینز، لوسیندا بارترام به او کمک کرد تا سنت آموزش روش‌های باغبانی بدون شخم زدن را به دیگران ادامه دهد. بین اواسط دهه ۱۹۹۰ و ۲۰۰۹، بارترام، اهل بوندی و سپس راندویک، به دینز کمک کرد تا به عموم مردم دسترسی پیدا کند و از باغچه‌های گل «بدون نیاز به کندن» که دینز در اطراف آپارتمان سالمندان خود در حومه شمالی سیدنی، وایتارا، نگهداری می‌کرد، مراقبت کرد. این زنان سال‌های زیادی را به آموزش مشترک تکنیک‌های باغبانی «بدون شخم» به کودکان مدرسه‌ای و به اشتراک گذاشتن آزادانه دانش خود در نمایشگاه‌های باغبانی تا سال ۲۰۰۹ پرداختند.
استر دینز الهام‌بخش بسیاری از باغبانان مشهور، از جمله بیل مولیسون از جنبش پرماکالچر، بود، اگرچه او گفت: «این دقیقاً همان کاری نیست که من انجام می‌دادم»، که دلالت بر این داشت که او اجازه نداد طبیعت بر آن غلبه کند، اما با لبه‌های سفت و سخت باغ و گیاهان یکساله بیشتر، تشریفات را حفظ کرد.
باغ‌هایی که بر اساس اصول باغبانی بدون حفاری استر دینز ساخته شده‌اند شامل باغ ارگانیک محلی رندویک در سیدنی، نیو ساوت ولز، استرالیا می‌شوند.

### بریتانیا
از سال ۱۹۸۲، چارلز داودینگ در باغ‌های بازاری خود، در مساحت‌هایی از یک چهارم تا هفت هکتار، به روش بدون حفاری فعالیت می‌کند. او یازده کتاب در مورد باغبانی ارگانیک و بدون کندن زمین نوشته است و مرتباً در این زمینه سخنرانی و دوره برگزار می‌کند. روش‌های او بر استفاده از کمپوست به عنوان مالچ متمرکز است، نه مواد آلی پوسیده نشده که در آب و هوای مرطوب بریتانیا تمایل به تجمع حلزون‌ها دارند. او باغبانان را تشویق می‌کند که با توجه به خاک محلی، شرایط و محصولات کشت‌شده، رویکرد خود را سازگار کنند. تخصص او برگ‌های سالاد است که به فروشگاه‌های محلی فروخته می‌شود و این گیاهان در خاک دست نخورده به خوبی رشد می‌کنند.